# Loupiac (Gironda)
Loupiac è un comune francese di 1 066 abitanti situato nel dipartimento della Gironda nella regione della Nuova Aquitania.

## Società

### Evoluzione demografica
Abitanti censiti